# Charkiv
Charkiv (in ucraino Харків? e in ucraino arcaico: Харьків, Char'kiv; in russo Харьков?, Char'kov) è una città dell'Ucraina orientale nella regione storica della Sloboda Ucraina, capoluogo dell'omonima oblast' e dell'omonimo distretto. Nel 2022 aveva una popolazione di 1 421 125 abitanti. Per popolazione è la seconda città del paese dopo la capitale Kiev.
Fino al 18 luglio 2020 Charkiv era classificata come città di rilevanza regionale e costituiva un comune autonomo rispetto al Distretto di Charkiv, anche se ne costituiva il centro amministrativo. Nell'ambito della riforma amministrativa dell'Ucraina, che ha ridotto a sette il numero dei distretti dell'oblast di Charkiv, Charkiv è entrata a far parte del distretto di Charkiv.
Fondata verso la metà del XVII secolo da cosacchi ucraini come fortificazione in funzione anti-tatara la città assunse importanza sotto il governatorato di Mosca, che la elevò a capitale del governatorato della Sloboda Ucraina. Prima capitale dell'Ucraina sovietica cedette il passo a Kiev nel 1934 e durante la seconda guerra mondiale fu epicentro di numerosi scontri tra le forze dell'Asse e l'Armata Rossa che portarono alla pressoché totale distruzione della città.
Fondamentale snodo autostradale e ferroviario, grazie alla posizione strategica tra il bacino carbonifero del Donec e i giacimenti ferriferi di Kryvyj Rih, è anche un importante centro per le industrie metalmeccanica e siderurgica.
Tra i monumenti di maggior pregio vi è la piazza della Libertà, la cui superficie di circa 119000 m² la rende la piazza più grande del paese nonché la quarta in Europa e la ventitreesima al mondo.

## Geografia fisica
La città si trova nell'Ucraina orientale in un terreno in gran parte collinare alla confluenza dell'omonimo fiume coi torrenti Lopan', Udy e Nemyšlja che diventano a loro volta affluenti del Severskij Donec.

## Origini del nome
Il toponimo deriva probabilmente dalla vicinanza all'omonimo fiume, considerando che esso era già attestato prima della fondazione della fortezza. Secondo lo storico Aristov Jakovič il toponimo cittadino potrebbe essere eponimo del leggendario fondatore della città, ossia il cosacco Char'ko.

## Storia

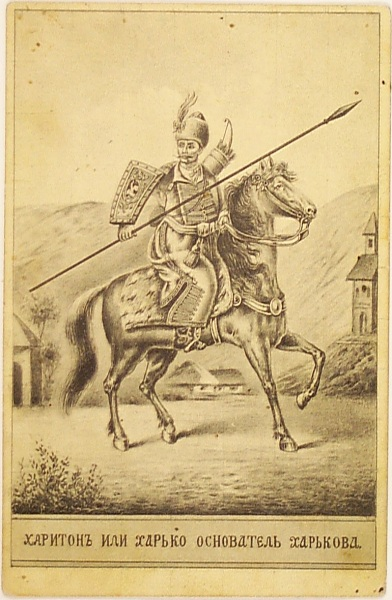
Secondo la leggenda, la città fu fondata dal cosacco Charko
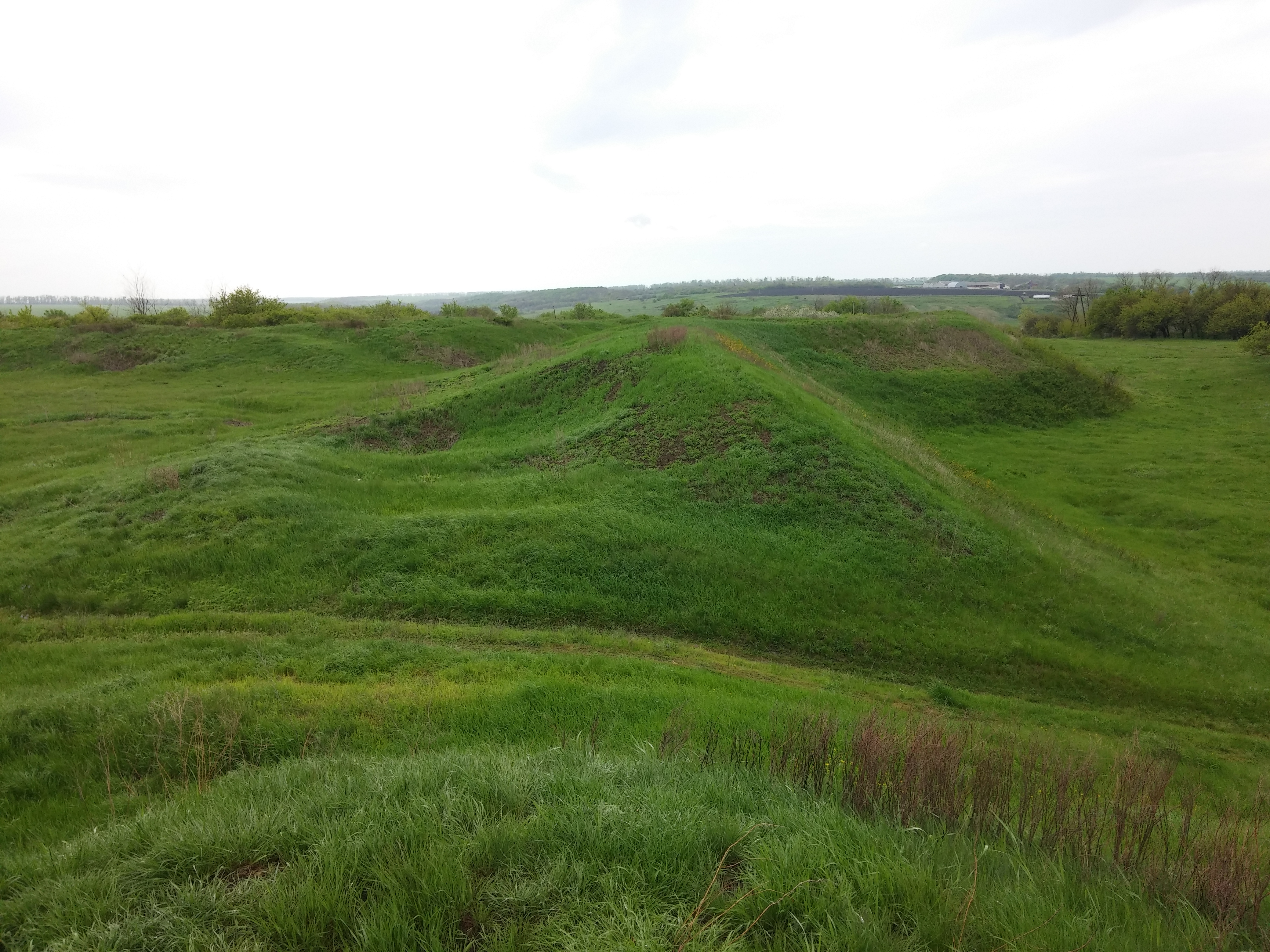
Fortezza di San Pietro

La città di Charkiv fu fondata nel 1654 e, secondo il Trattato di Perejaslav, l'Ucraina era in un'alleanza militare con la Russia, ma a causa delle continue violazioni dell'accordo da parte della Russia, i cosacchi ucraini si ribellarono spesso, la più famosa delle quali è la rivolta dell'etmano Ivan Vyhovsky nel 1658-1659. Nel 1731, durante le guerre russo-turche e per proteggersi dalle incursioni dei tatari di Crimea, i cosacchi del reggimento di Charkiv crearono qui una linea ucraina, la cui fortificazione più famosa era la fortezza di San Pietro nel villaggio di Petrivske che ha svolto un ruolo fondamentale nella difesa della città (oggi distretto di Izjum). Quando fu creato il governatorato di Charkiv, la regione subì la russificazione .
Durante la guerra sovietico-ucraina, la regione soffrì molto a causa del Terrore Rosso, migliaia di contadini furono uccisi per ordine del leader della Čeka di Charkiv, Stepan Saienko  .
Dal 1917 al 1934 Charkiv fu capitale della Repubblica Socialista Sovietica Ucraina poi, all'epoca dell'Unione Sovietica l'allora Char'kov fu grande centro industriale dove si produceva buona parte dei mezzi militari dell'Armata Rossa ed in particolare la ChPZ (letteralmente Fabbrica di locomotive di Char'kov) fu il principale impianto per la produzione dei carri armati T-34.

### Seconda guerra mondiale

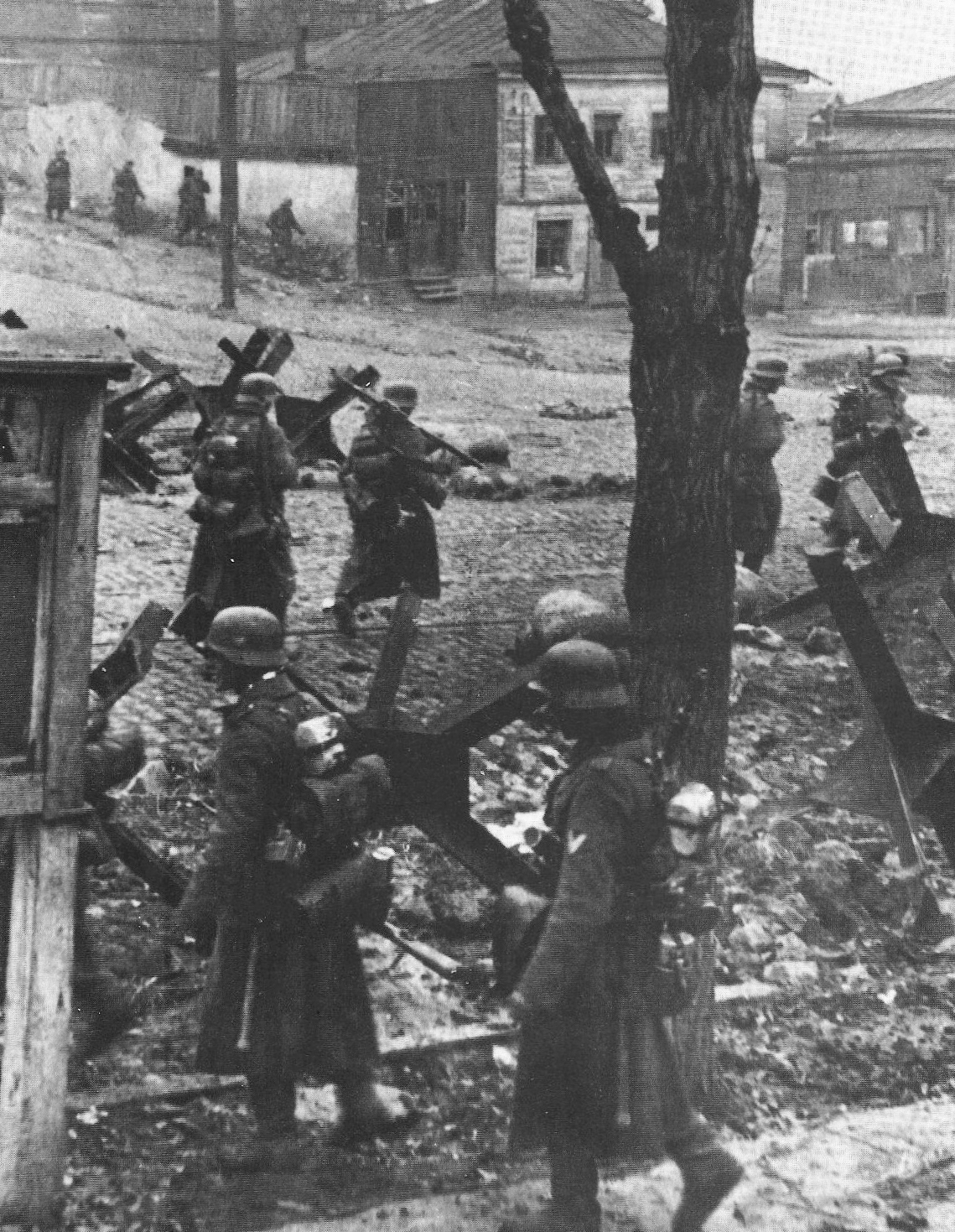
Prima battaglia di Char'kov, 24 ottobre 1941
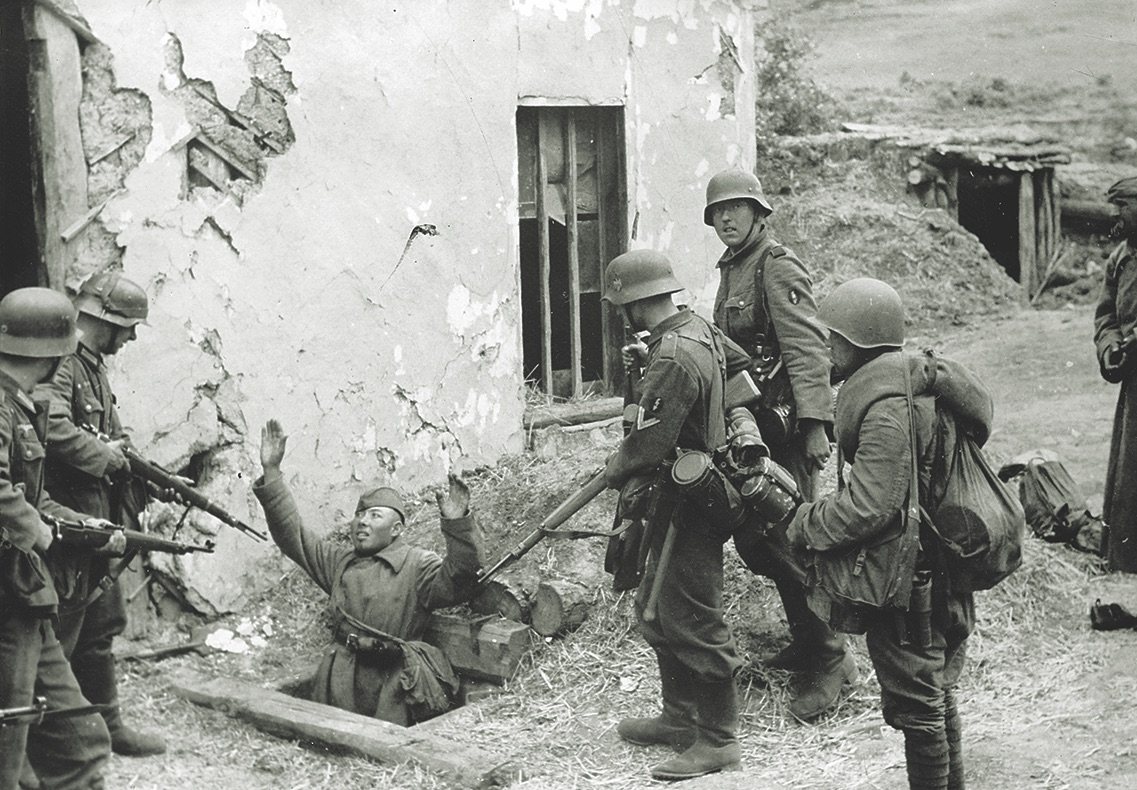
Seconda battaglia di Char'kov, 12-28 maggio 1942
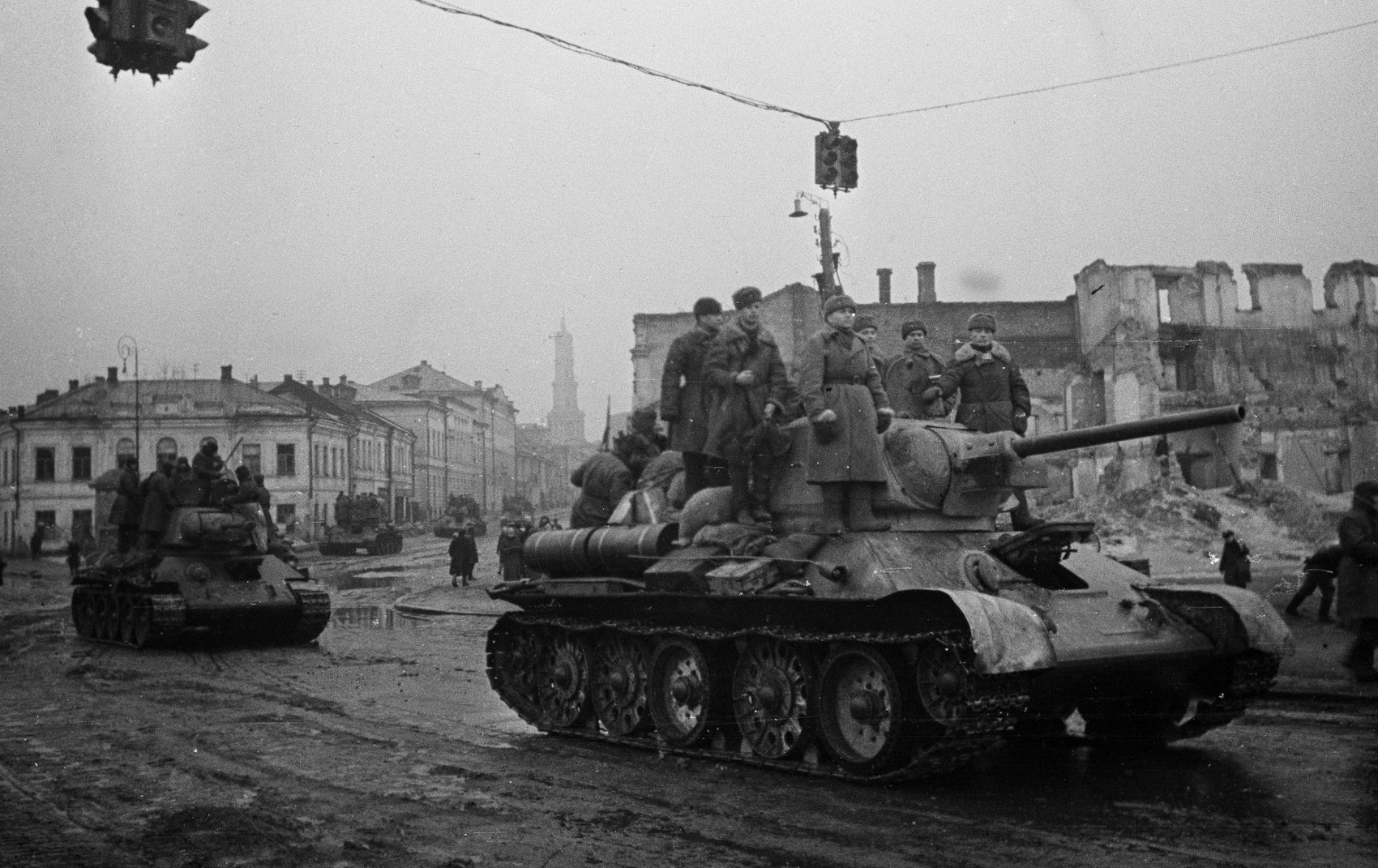
Prima liberazione di Char'kov il 16 febbraio 1943
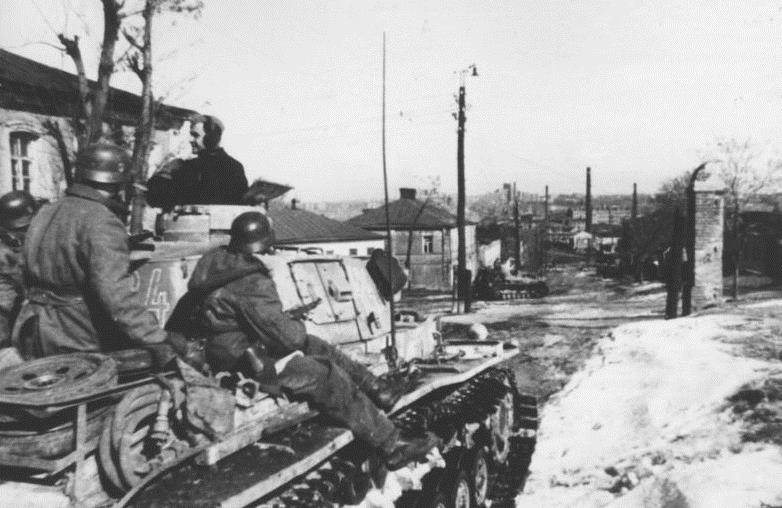
Terza battaglia di Char'kov, 15 marzo 1943
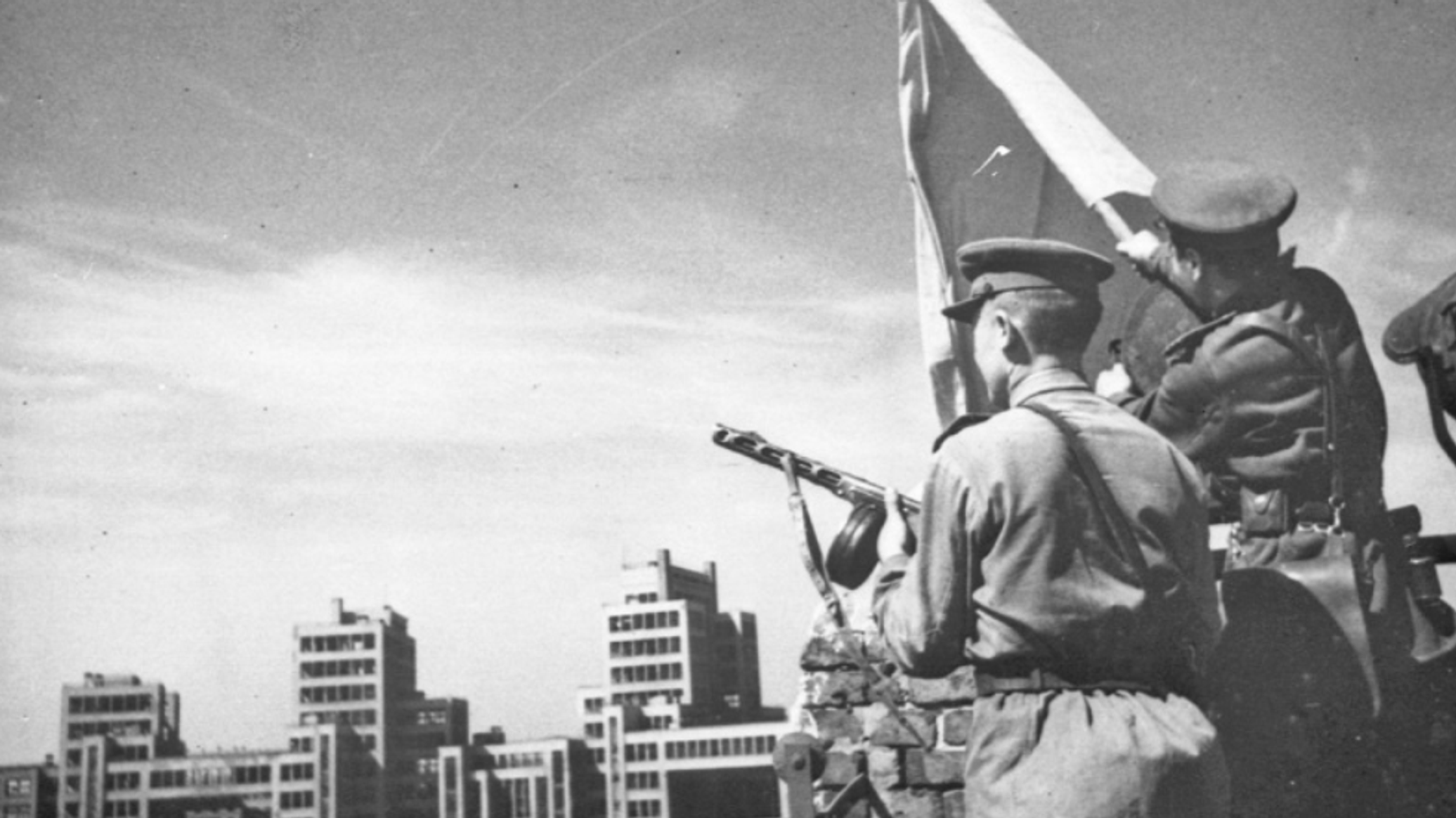
Quarta battaglia di Char'kov, seconda liberazione della città, 23 agosto 1943

Durante la seconda guerra mondiale, con l'operazione Barbarossa, la città fu un obiettivo fondamentale delle due parti in lotta sul fronte orientale e furono combattute accanite battaglie per il suo possesso con la Wehrmacht: la prima, la seconda, la terza battaglia di Char'kov. I dirigenti sovietici erano riusciti intanto ad evacuare le fabbriche più importanti, tra cui la KhPZ, che venne trasferita a oriente, riprendendo la produzione inserita nella Uralvagonzavod di Nižnij Tagil.
Dopo essere stata liberata una prima volta dall'Armata Rossa il 16 febbraio 1943 dalle truppe del generale Filipp Golikov, venne riconquistata un mese dopo dalle Waffen-SS del generale Paul Hausser; Char'kov fu definitivamente liberata dai sovietici il 23 agosto 1943 nel corso della quarta battaglia di Char'kov; liberarono la città le forze sovietiche del "Fronte della steppa" del generale Ivan Konev.

### Guerra Russia-Ucraina

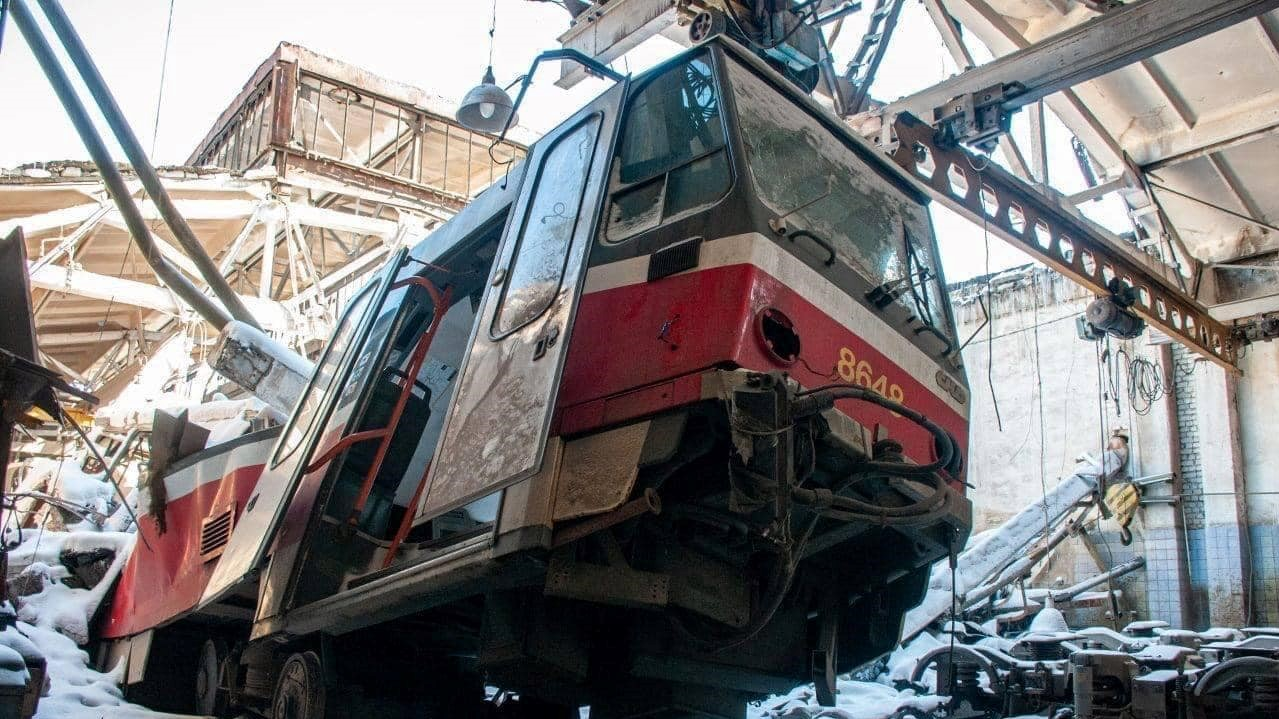
Effetti di un bombardamento in città nel marzo 2022

Durante l'invasione russa dell'Ucraina del 2022 la città è stata duramente colpita per mesi dai bombardamenti missilistici e di artiglieria russi; alcuni combattimenti terrestri si sono svolti anche dentro la città nelle prime settimane di guerra.

## Popolazione e lingua
La popolazione è costituita principalmente da ucraini e russi (rispettivamente 62,8 e 33,2%), ma ci sono anche altre minoranze etniche notevolmente più piccole, come armeni, azeri, bielorussi, uzbeki e tatari.
La città e la sua oblast' fanno parte però della zona geografica del paese a maggioranza russofona.
Secondo una statistica ufficiale ucraina, nel 2001 circa il 66% dei residenti urbani parlava esclusivamente il russo in casa, ma a tale percentuale andavano tuttavia aggiunte, secondo lo studio demografico, numerose famiglie bilingue, che usavano indifferentemente il russo oltre all'ucraino.
Le statistiche non ufficiali stimano per contro una percentuale ancora maggiore di locutori di lingua russa, nonostante la diffusione politica nazionale dell'ucraino sponsorizzata da parte dei governi nazionali, dopo l'indipendenza del paese dall'Unione Sovietica.
Secondo un sondaggio dell'Accademia ucraina delle Scienze risalente al 2011, la percentuale della popolazione che utilizzava l'ucraino come lingua madre era appena del 28%.
Al contrario, l'Istituto repubblicano internazionale determinava nel 2015 che a Charkiv il 95% della popolazione nella vita quotidiana parla solo o principalmente il russo, l'85% addirittura utilizza esclusivamente il russo e solo il 4% degli abitanti usa di conseguenza abitualmente o prevalentemente la lingua ucraina.
Nel 2012 in tutta l'oblast' di Charkiv, e quindi anche nella città stessa, il russo è stato riconosciuto come lingua ufficiale regionale e così, a più di vent'anni dalla sua abolizione, la lingua russa ha di nuovo ottenuto un riconoscimento ufficiale nella provincia e città di Charkiv.
La grande comunità ebraica di un tempo nella città si è ridotta in modo significativo, prima a causa dell'Olocausto e, dagli anni '80, in seguito ad un'emigrazione massiccia.

## Cultura

### Istruzione
- Università di Charkiv
- Istituto Politecnico di Charkiv
- Università Pedagogica Nazionale di Charkiv

#### Musei
- Museo d'arte
- Memoriale di Drobyc'kyj Jar, a Drobyc'kyj Jar, dove tra la fine del 1941 e l'inizio del 1942 vennero uccise oltre 15.000 persone, in maggioranza ebrei, dalle truppe di occupazione naziste
- Museo storico "Mykola Fedorovyč Sumcov" di Charkiv

## Monumenti e luoghi d'interesse

### Architetture religiose
- Cattedrale dell'Annunciazione
- Cattedrale dell'Intercessione
- Cattedrale della Dormizione
- Cattedrale di San Nicola

### Architetture civili
- Parco Maksim Gor'kij
- Piazza della Libertà

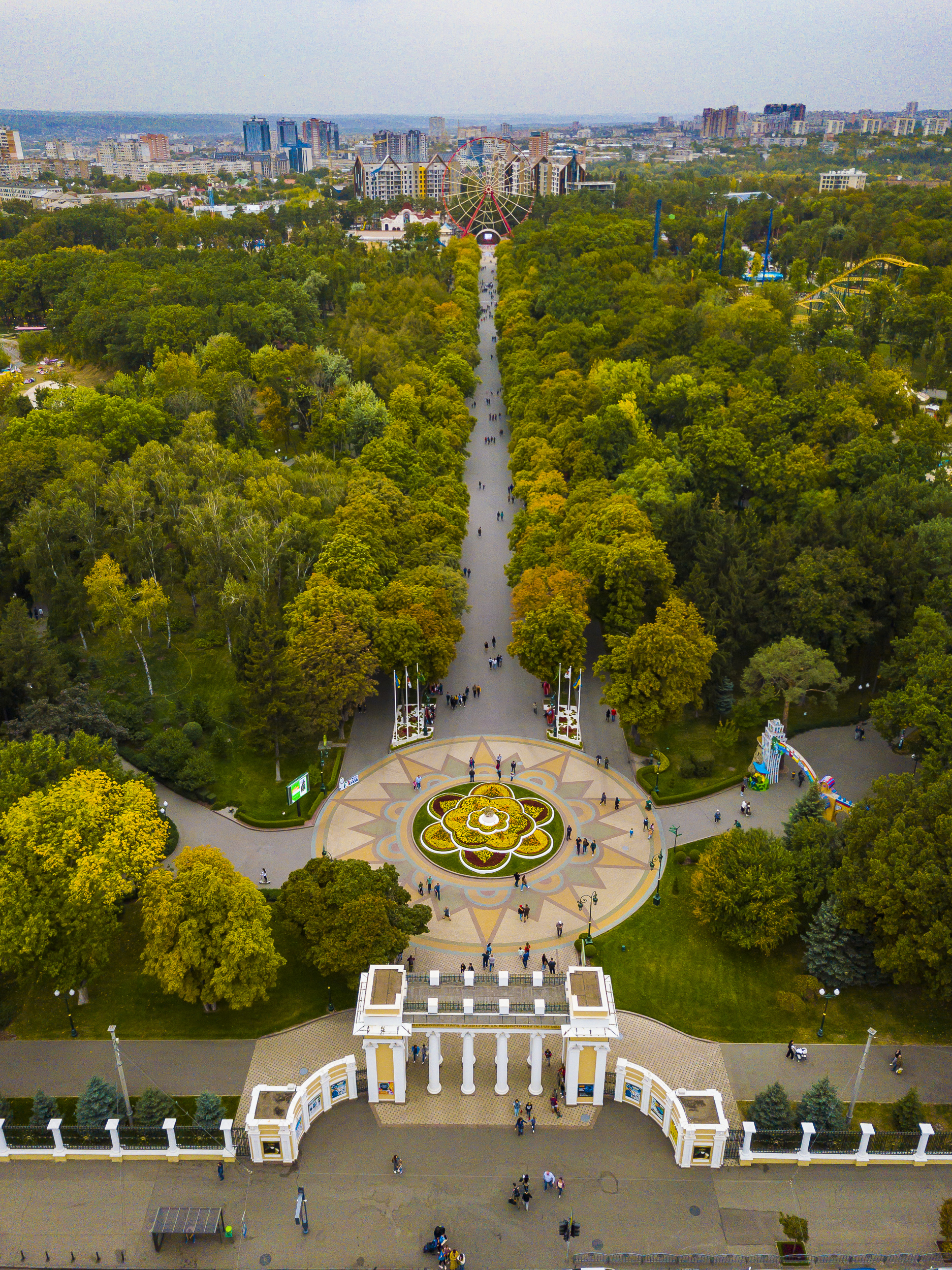
Parco Maksim Gor'kij

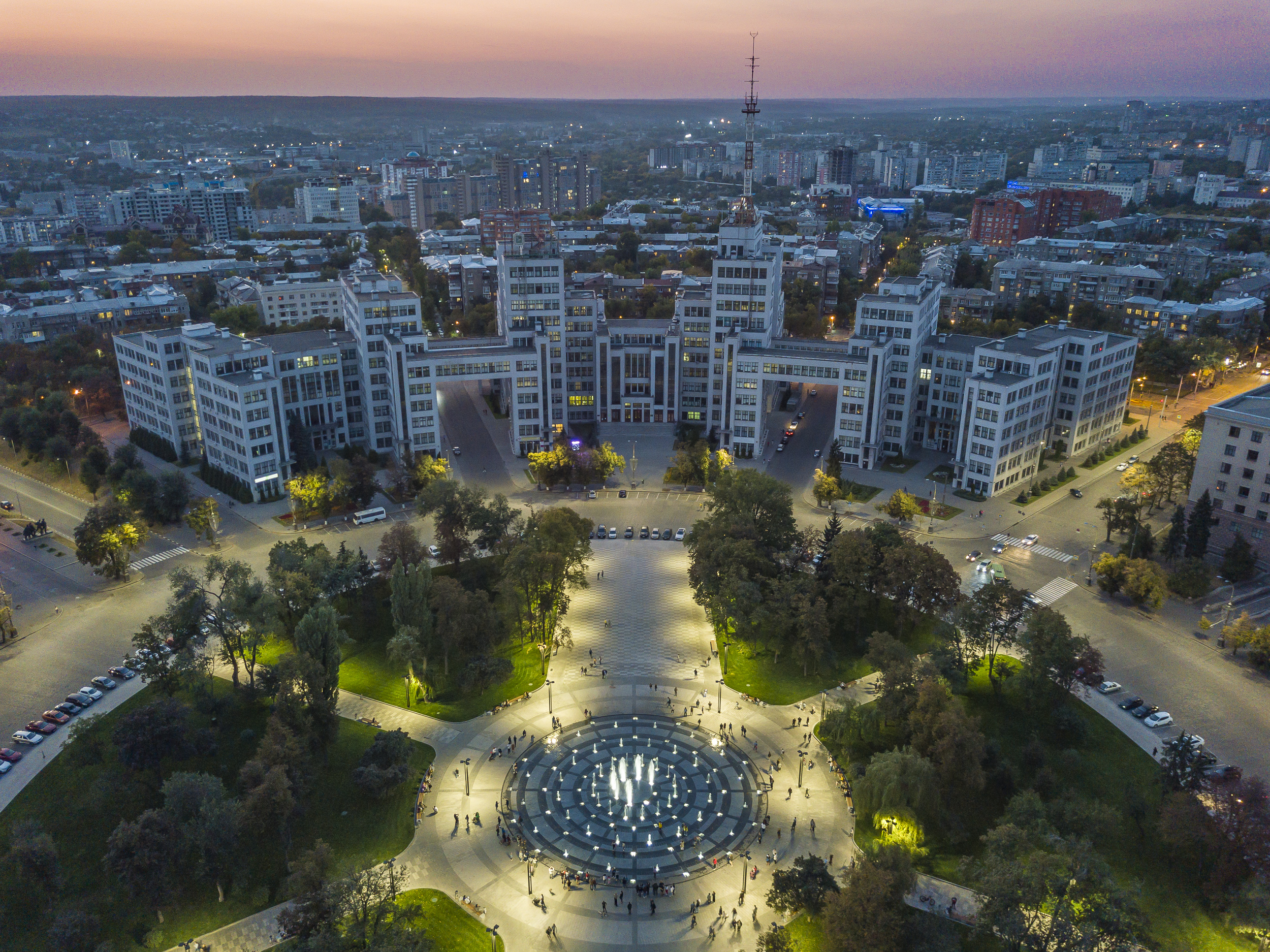
Piazza della Libertà al crepuscolo

- Teatro drammatico ucraino di Charkiv

## Geografia antropica

### Suddivisioni amministrative
Il territorio di Charkiv è diviso in nove distretti:
- Dzeržyns'kyj;
- Kyïvs'kyj;
- Slobids'kyj;
- Lenins'kyj;
- Moskovs'kyj;
- Žovtnevyj;
- Ordžonikidzevs'kyj;
- Frunzens'kyj;
- Červonozavods'kyj.

## Economia
Charkiv è uno dei principali centri culturali ed industriali dell'Ucraina: fra le principali attività industriali si possono annoverare soprattutto l'industria meccanica, con la KhTZ (uno degli impianti più importanti per la produzione di macchinari per l'agricoltura fin dal periodo della collettivizzazione e meccanizzazione) e la KhPZ (storica fabbrica di materiale ferroviario e soprattutto di mezzi militari).

## Infrastrutture e trasporti

### Strade
La principale via d'accesso a Charkiv è l'autostrada M03, che unisce Kiev e all'oblast' di Luhans'k e alla Russia. Dalla città dipartono anche l'M20, verso il vicino valico frontaliero con la Russia, e l'M18 per Zaporižžja, Melitopol' e la Crimea.

### Ferrovie

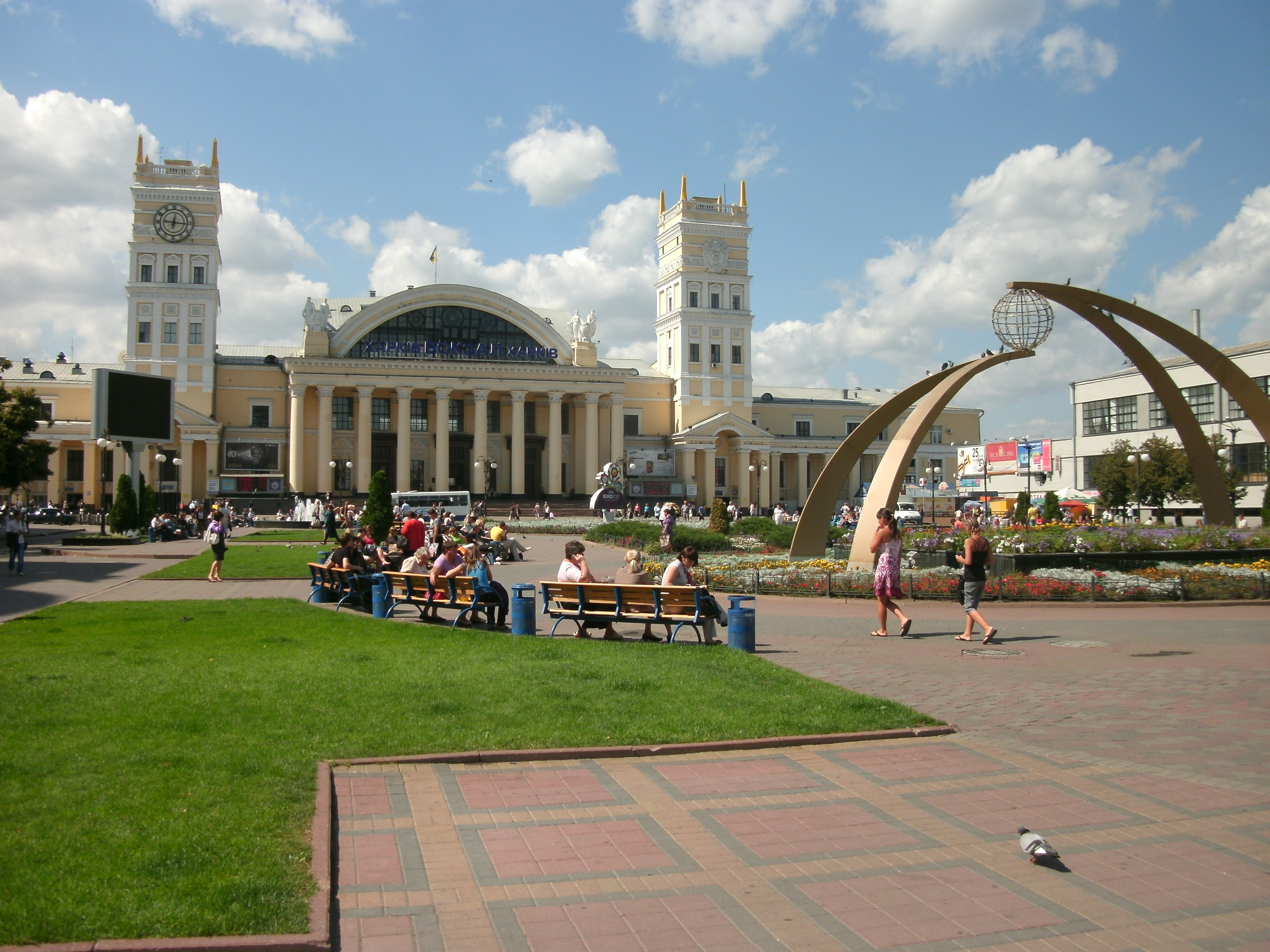
Stazione di Charkiv

Il primo collegamento ferroviario di Charkiv fu aperto nel 1869. Il primo treno ad arrivare a Charkiv arrivò da nord il 22 maggio 1869 e il 6 giugno 1869 fu aperto il traffico sulla linea Kursk – Kharkiv – Azov. La stazione ferroviaria passeggeri di Kharkiv fu ricostruita e ampliata nel 1901, per essere poi distrutta durante la seconda guerra mondiale. Nel 1952 fu costruita una nuova stazione ferroviaria di Charkiv. Kharkiv è collegata con tutte le principali città in Ucraina e all'estero da regolari treni ferroviari. I treni regionali noti come Električka la collegano con le città e i villaggi vicini.

### Aeroporti

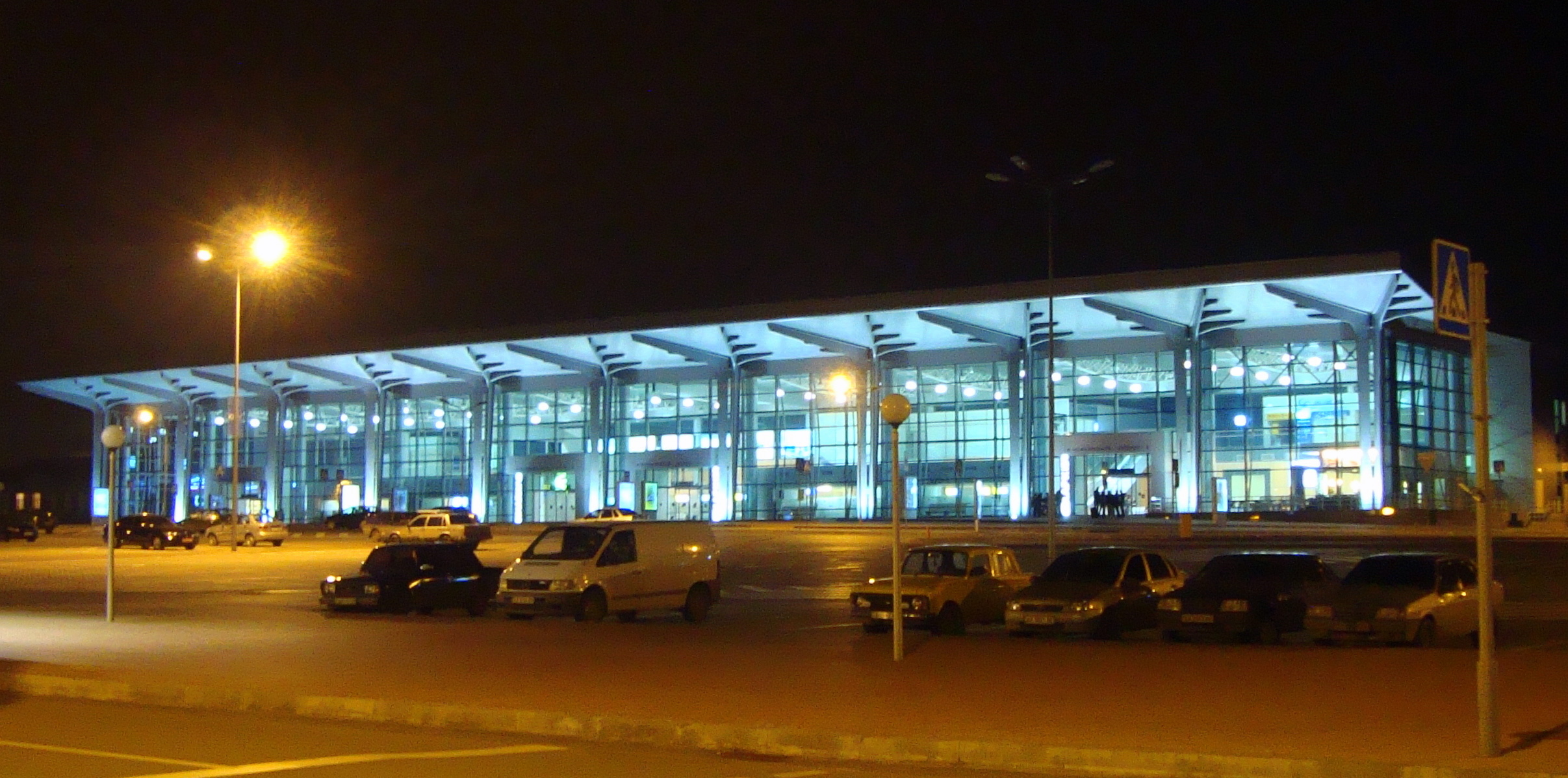
Terminal A dell'aeroporto di Charkiv

La città è servita dall'Aeroporto di Charkiv situato a sud-est, nel quartiere Slobidskyi.

### Mobilità urbana
La città è servita dal 23 agosto 1975 dalla metropolitana di Charkiv, con 3 linee dal 1995, dalla rete tranviaria oltre che da autobus urbani e filobus.

### Impianti a fune
Nel Parco Maksim Gor'kij è presente una funicolare che lo collega a via Sumska attraversando una vasta zona naturale.

## Amministrazione

### Gemellaggi
- Belgorod
- Bologna, dal 1966
- Cincinnati
- Kaunas
- Lilla
- Mosca
- Nižnij Novgorod
- Norimberga
- Poznań
- San Pietroburgo
- Tientsin
- Varna
- Varsavia, dal 2011

## Sport
- Charkiv ospita la squadra calcistica del Metalist, vincitrice di una Coppa Sovietica ai tempi dell'URSS; nel 2012 la città fu sede di alcuni incontri del campionato europeo di calcio.
- Dal 2017 al 2020 la città di Charkiv ha ospitato la squadra dello Šachtar.

## Nella cultura di massa
- Charkiv viene citata a pagina 17 nel preludio di La pianista bambina, romanzo dello scrittore e giornalista statunitense Greg Dawson.[16]